# Bázikus síklápok
A bázikus síklápok társulástani rendje (Caricetalia davallianae Br.-Bl. 1949) a tőzegmohás síklápok és dagadólápok semlyéktársulásai közül alapvetően az üde láprétek növénytársulásait (a bázisokban gazdag, fátlan síklápokat) fogja közös rendszertani kategóriába.

## Kialakulásuk, elterjedésük
Elterjedési központja Közép-Európa, ahol főleg a hegy- és dombvidékeken találjuk őket, bár társulásaik a síkságoktól egészen az alhavasi régióig előfordulnak.
Tőzegben gazdag talajú lápok feltöltődése során keletkezett láprétek és részben üde, csorgó vízzel öntözött csermelyrétek társulásai, amelyek tőzegében sok az ásványi anyag, főleg a kalcium, a foszfor és a nitrogén.

## Megjelenésük, fajösszetételük
A lápoktól eltérően társulásaik rendkívül fajgazdagok.

## Rendszertani felosztásuk
A rendnek két társuláscsoportját különböztetik meg:
- üde mészkedvelő rétlápok (Caricion davallianae),
- Caricion atrofusco-saxatilis;

ezek közül az előbb síksági–alacsonyhegyvidéki környezetre jellemző; Magyarországról nyolc társulását ismerjük. A montán–szubalpin jellegű Caricion atrofusco-saxatilis társulásai Magyarországról hiányoznak.
Egyes szerző hegyvidéki társulásnak tekintik, és külön társuláscsoportba sorolják a gyapjúsásos üde lápréteket (előbb Eriophorion latifolii Br.-Bl. & R.Tx. 1943, majd Eriophorion gracilis Prsg ex Oberd. 1957 néven); Borhidi, 2003 szerint különvételük florisztikailag indokolatlan. 